# 商文
商文（?—?），田齊公子，《资治通鉴》和《史記》中记载为田文，與孟嘗君同名，《吕氏春秋》則作商文，于魏武侯时期与吴起竞争魏国国相一职，後來魏武侯拜商文為相。魏武侯之所以用他，是因为他出身显贵，吴起出身微賤，被認為不能号召百姓。
吴起担任西河郡太守，威信很高。魏武侯继位后，许多人都认为吴起能够拜為魏国国相，但最终魏武侯任命商文。吴起很不服氣，責備商文说，自己在國防上，帶兵打仗、使軍人為魏國死戰，敵國不敢侵犯；內政上，管理文武百官，拉攏百姓，充实国库；外交上，在西河郡防備秦兵，又让韩国、赵国都歸附，而商文都做不到，憑甚麼當宰相呢？商文卻说：君王年轻，国人疑虑不安，大臣不亲附，百姓不信任，在这个时候，是把讓您當宰相好呢，还是讓我當宰相好比較好呢？”吴起沈默了很久，臣服地回答：「应该由您當宰相才對。」